# De Havilland DH.90 Dragonfly
Dimensions
Le De Havilland DH.90 Dragonfly est un avion de transport biplan, doté de cinq places (pilote compris) développé au milieu des années 1930 par De Havilland Aircraft Company. 

## Conception
Par sa silhouette, le DH.90 ressemble à une version réduite du DH.89 Dragon Rapide. Cependant, il est en fait de construction très différente : si le DH.89 possède un squelette de poutres de bois habillé d'une peau de contreplaqué et de toile (selon les endroits), le DH.90 est de construction monocoque, technique de construction similaire à celle utilisée sur l'avion de course DH.88 Comet et sur l'avion de ligne DH.91 Albatross, puis, pendant la guerre, sur le bombardier DH.98 Mosquito. Les moteurs sont des Gipsy Major à quatre cylindres en ligne. Le prototype vole en 1935, 67 exemplaires sont produits en trois ans,. 

## Utilisation
Ces avions sont utilisés par des compagnies aériennes pour desservir des aéroports secondaires, comme appareil de liaison dans les forces armées, et comme avion privés pour de riches clients. Beaucoup, présents en Grande-Bretagne, sont réquisitionnés par la RAF au début du conflit, servant d'avions de liaison. Le nombre d'appareils en état de vol diminue rapidement, car les pièces détachées ne sont pas disponibles (les usines ayant basculé sur des productions plus importantes à l'effort de guerre) et parce que le fuselage monocoque est peu réparable en cas de dégâts.

## Préservation
Un exemplaire est maintenu en état de vol en 2025 par le Croydon Aviation Heritage Centre, en Nouvelle-Zélande